# Juan Manuel Cobo González
Juan Manuel Cobo González (Cabezón de la Sal, Cantabria, España; 15 de abril de 1948) es un exfutbolista español que se desempeñaba como defensor.
Ganó la copa del Rey en 1977 con el Real Betis. 
Actualmente pertenece a la cuerda de bajos del Coro de la Asociación de Amigos del Teatro Maestranza de Sevilla.[cita requerida]

## Clubes
| Club                            | País   | Año       |
| ------------------------------- | ------ | --------- |
| R. S. Gimnástica de Torrelavega | España | 1966-1968 |
| Real Betis Balompié             | España | 1969-1980 |